# Marius Aleksejev
Marius Aleksejev (* 27. August 1982 in Tallinn) ist ein estnischer Handballspieler.
Der 1,95 m große und 93 kg schwere Handballtorwart begann seine Karriere beim estnischen Verein HC Kehra Tallinn. 2001 wechselte er zum HC Tallas Aruküla, mit dem er im EHF-Pokal 2001/02 und 2002/03 sowie dem EHF Challenge Cup 2003/04 spielte. Im Sommer 2004 sollte er zu Kehra zurückkehren, unterschrieb dann aber beim finnischen Klub Sjundeå IF, mit dem er 2005 finnischer Meister und Pokalsieger wurde. Daraufhin kam er endgültig zum HC Kehra zurück, mit dem er 2006 und 2009 jeweils Meisterschaft und Pokal gewann. In der Saison 2009/10 spielte er für den Schweizer Verein Wacker Thun, anschließend für den HC Kriens-Luzern, mit dem er auch am Challenge Cup teilnahm. Im Februar 2013 holten die Kadetten Schaffhausen ihn als Ersatz für den verletzten Stammtorhüter Arūnas Vaškevičius. Ab dem November 2013 stand er im Tor der finnischen Riihimäen Cocks, mit denen er das Viertelfinale des EHF Challenge Cup 2013/14 erreichte. Ab 2015 stand er beim Schweizer Erstligisten Lakers Stäfa unter Vertrag. Aleksejev schloss sich im Sommer 2017 dem deutschen Drittligisten HF Springe an. Nachdem Aleksejev den Verein im Herbst 2017 wieder verlassen hatte, unterschrieb er im Sommer 2018 einen Vertrag beim isländischen Erstligisten KA Akureyri. Im Oktober 2020 unterschrieb er einen Vertrag beim estnischen Erstligisten HC Tallinn.
Für die Estnische Nationalmannschaft bestritt Marius Aleksejev bisher mindestens 102 Länderspiele. 